# Spatiering
Spatiering er inden for typografien, at man øger afstanden mellem hvert bogstav i et eller flere ord for at fremhæve dette. Spatiering anses normalt for at være mindre heldigt til fremhævning end kursiv og halvfed/fed skrift. Ved brug af visse skrifter, som f.eks. fraktur, har man ikke altid disse muligheder. 
Skrift, der sættes udelukkende med versaler eller kapitæler, bør dog normalt spatieres lidt, for at skriften ikke skal virke for tung. 